# Neue Gepanzerte Plattform
Unter der Bezeichnung Neue Gepanzerte Plattform, kurz NGP, wurde in Deutschland von der Bundeswehr und den deutschen Rüstungsherstellern ein gemeinsames gepanzertes Fahrgestell entwickelt, auf dem Schützenpanzer, Kampfpanzer und Kampfunterstützungsfahrzeuge aufbauen sollten. Auf Erkenntnissen dieser Entwicklung basiert der neue Schützenpanzer Puma.

## Geschichte und Entwicklung
Nachdem erkennbar war, dass die in den 1970er-Jahren eingeführten Systeme (Leopard 2, Marder, Gepard usw.) nach 2010 am Ende ihrer sinnvoll nutzbaren Lebensdauer sein würden, wurde 1995 die Kampfwertsteigerung III des Leopard 2 gestrichen und an ihrer Stelle das Projekt Neue Gepanzerte Plattform gestartet. Das Projekt sollte die Kosten und den Entwicklungszeitraum für eine neue Generation von Gefechtsfahrzeugen senken, indem die verschiedenen Plattformen auf einem gemeinsamen gepanzerten Fahrgestell aufbauen sollten. Überlebensfähigkeit, Beweglichkeit und Einsatzfähigkeit wären somit identisch. So wurde seit dem Beginn der Planungen auf eine modular aufgebaute Fahrzeugfamilie mit drei Plattformen gesetzt:
- Plattform A war ein System zur Bekämpfung von schweren Bodenzielen, also ein Kampfpanzer.
- Plattform B sollte die übrigen Bodenziele bekämpfen können und eine Absitzkomponente enthalten, also ein Schützenpanzer.
- Plattform C sollte zur Kampfunterstützung dienen. Hierfür waren Flugabwehr-, Pionier- und Bergepanzer vorgesehen.

Gemäß diesen Anforderungen wurde in den ersten Überlegungen von einem raumoptimierten Kampfraum ausgegangen. Mit nur zwei Mann Kernbesatzung war eine hohe Automatisierung der Systeme notwendig. Gleichzeitig wurde festgelegt, dass Antrieb und Laufwerk die Beweglichkeit des Leopard 2A4 besitzen müssen. Die geforderte Führungs- und Reaktionsfähigkeit wurde mit einem Führungs- und Waffeneinsatzsystem gelöst, das mit anderen Systemen der Bundeswehr kompatibel ist und über eine Freund-Feind-Erkennung verfügte. Untersucht wurden ebenfalls die Verwendung und Machbarkeit von diesel-elektrischen Antrieben, von abstandsaktiven Schutzmaßnahmen (Hard- und Softkill), eines digitalen Bordnetzes, eines wirksamen Minen- und Bombletschutzes sowie von Hochleistungspulver- oder elektro-thermisch-chemischen Kanonen im Kaliber 140 Millimeter. Durch diese ersten Ansätze gliederte sich die Zeitplanung wie folgt:
- bis 1996: Erarbeitung des Taktischen Konzepts (TaK)
- bis 1999: Erarbeitung des Phasendokuments Taktisch-technische Forderung (TTF)
- 1999 bis 2005: Start der Entwicklung
- 2005 bis 2009: Einführung Variante Schützenpanzer
- 2015: Einführung Variante Kampfpanzer
- ab 2020: Einführung Variante Unterstützungsfahrzeuge (Flugabwehr, Bergepanzer usw.)

Gemäß dieser Zeitplanung legten 1996 – ein Jahr nachdem das Bundesamt für Wehrtechnik und Beschaffung (BWB) die Industrie beauftragt hatte – die damaligen Rüstungsunternehmen Krauss-Maffei, Wegmann & Co., MaK Systemgesellschaft mbH und Henschel-Wehrtechnik mit der KUKA Wehrtechnik GmbH ihre Konzepte vor. Neben der klassischen Bauweise mit Front- sowie Heckmotor wurden ebenfalls Vorschläge vorgelegt, die sowohl für Kampf- als auch für Schützenpanzer optimiert waren. So setzte das Konzept von MaK auf ein einheitliches Fahrmodul und ein Missionsmodul, das zum Einbau in das Heck vorgesehen war. Wegmann & Co. konstruierte dagegen ein System mit einem in das rechte Wannenheck verlegten Motor. Die Gewichtsbandbreite der Konzepte schwankte beim Kampfpanzer zwischen 55 und 77 Tonnen und beim Schützenpanzer zwischen 55 und 71,9 Tonnen.
Nach dem Abschluss des Ideenwettbewerbs wurde erkennbar, dass die Technologiebereiche 2-Mann-Kompaktkampfraum, abstandsaktiver Schutz, dieselelektrischer Antrieb, Vetronics und Waffenanlage einer weitergehenderen Untersuchung bedürfen. Diese erfolgte in den Jahren 1997 bis 2002. So wurde unter anderem ein 2-Mann-Kampfraumsimulator in ein Kettenfahrzeug verbaut (Technologieträger Kette, TTK), und Ende 1999 im Ausbildungszentrum Panzertruppen in Munster getestet.
Durch die angespannte Haushaltslage zeigte sich bereits 1998, dass eine parallele Entwicklung von drei Systemen nicht realisierbar wäre. So wurde am 26. Februar 1998 die Weiterentwicklung des Schützenpanzers beschlossen und das taktische Konzept Neuer Schützenpanzer (NeSPz) genehmigt. Die sicherheitspolitischen Vorgaben der NATO aus dem Jahr 2001, in dem Streitkräfte mit Fähigkeit zur Luftverlegbarkeit bevorzugt wurden, wandelten auch dieses Konzept und das Vorhaben „NGP“ wurde endgültig eingestellt.

## Technik und Konzepte
Nachdem das Vorhaben NGP 1995 in den Bundeswehrplan aufgenommen worden war, wurden die Anforderungen an die Industrie formuliert, welche daraufhin 1996 in einem Ideenwettbewerb ihre Konzepte einreichte. Von den Einsendern wurde verlangt die Varianten NGP-KPz und NGP-SPz konzeptionell darzustellen. Die Anforderungen an die Fahrzeuge waren:
- Beweglichkeit wie Leopard 2A4, Militärische Lastenklasse (MLC) 60 (ca. 55 Tonnen), Bahnverlademaß
- Kernbesatzung wie bei Kampfhubschraubern 2 Personen, aber mit 2 Personen Wechselbesatzung.
- Details zum ballistischen Schutz wurden nicht veröffentlicht, abgesehen von der Frontpanzerung dürfte dieser aber ähnlich wie beim SPz Puma ausgefallen sein. In der Patentzeichnung von Wegmann besitzt das Fahrzeug eine Frontpanzerung von etwa 1000–1300 mm Bautiefe.[1] Dies dürfte bei anderen Teilnehmern ähnlich gewesen sein, da dieselben Schutzforderungen vorlagen.
- 1995 begannen die Firmen KMW, EADS und Buck Neue Technologien im Rahmen des NGP-Programms mit der Arbeit am Softkillsystem ASSS (Abstandswirksames Softkill-Schutzsystem). Das System, das in den Konzepten nicht dargestellt werden musste, wurde später als MUSS zur Serienreife entwickelt.
- Die Firma Diehl begann 1997 mit Technologiestudien für ein Hardkillsystem. Die Konzepte AFSS (gegen Flugkörper) und AKESS (gegen Wuchtgeschosse) führten schließlich zum System AWiSS, mit dem ab 1999 Hardware-Untersuchungen durchgeführt wurden. Das System sollte aus zwei Werfern mit je 4 Geschossen bestehen, welche Abwehrgranaten auf die Bedrohung schießen. Obwohl nicht verlangt, fügte Wegmann das System in seine Konzepte ein.
- Die Variante NGP-KPz sollte mit einer Waffenanlage vom Typ NPzK-140 mit 30 Schuss und Ladeautomat ausgerüstet sein.
- Die Variante NGP-SPz sollte eine Absitzstärke von 6 bis 8 Personen sowie eine fremdangetriebene Maschinenkanone Rh 503 mit 300 Schuss besitzen.

Als besonders anspruchsvoll erwies sich die Forderung, das Basisfahrzeug sowohl auf die Anforderungen eines Kampfpanzers als auch diejenigen eines Schützenpanzers abzustimmen. So galt der Heckausstieg für einen Schützenpanzer als unabdingbar. Gleichzeitig kollidierte dieses Erfordernis jedoch mit der Funktionsoptimierung eines Kampfpanzers und der dort üblichen Triebwerksplatzierung im Heckbereich. Letztlich kristallisierten sich die Konzepte von Wegmann (heute KMW) und MaK (heute Rheinmetall) heraus, die im Folgenden näher betrachtet werden. Henschel und KUKA spielten praktisch nur Außenseiterrollen: Die MaK System Gesellschaft gehörte bereits seit 1990 zu 60 % zum Rheinmetall-Konzern und 1999 wurde auch Henschels Wehrtechniksparte übernommen. Krauss-Maffei und Wegmann fusionierten ebenfalls 1999, also nur zwei Jahre nach dem Ideenwettbewerb.
- Die Plattform von Wegmann & Co. besaß einen in das rechte Wannenheck verlegten Motor. Folglich konnte die Wanne für die Varianten Kampfpanzer und Schützenpanzer gleichermaßen genutzt werden. Zwischen der linken Bordwand und dem Aggregat stand ein 750 mm schmaler Gang zur Verfügung. Die Fahrzeugwanne besaß ein kastenartiges Erscheinungsbild mit einer nur leicht geneigten Front und sechs Laufrollen pro Seite.

Für die Variante NGP-KPz war ein sehr schmaler Turm vorgesehen, da der Ladeautomat im Turmkorb untergebracht war. Die Patronen mit bereits verbundenen Zusatztreibladungen sollten hier in einem L-förmigen Bandmagazin mit 20 Schuss im Turmkorb untergebracht sein. Das obere Ende des „L“ liegt dabei rechts neben und auf Höhe der Waffenanlage, wo die Geschosse durch ein Transferstück nach oben entnommen werden. Das Transferstück fährt dann mit der Munition in das Turmheck und lateral hinter das Waffenrohr, wo sie dann angesetzt wird. Das Transferstück rückt dann nach rechts aus der Rücklaufzone; nach dem erfolgten Schuss beginnt der Zyklus von vorne. Im Heck neben dem Motor war noch ein vertikaler Bandlader mit 10 Schuss vorgesehen, dessen Munition in das L-förmige Bandmagazin transferiert werden sollte, wenn der Turm auf 12 Uhr stand.
Für die Variante NGP-SPz war ein größerer Turm mit rechteckigem Grundriss vorgesehen, im Turmheck sollte noch eine Granatmaschinenwaffe Platz finden. Durch den Motor im Wannenheck ergab sich eine etwas merkwürdige Sitzordnung der Panzergrenadiere. Um Gewicht zu sparen, wurde das Wannendach neben dem Motor auf der Ausstiegsseite geneigt, so dass Dach- und Heckpanzung identisch waren. Der Durchgang wäre durch Hochklappen freigegeben worden.
- Die Plattform von MaK orientierte sich am Versuchsträger Frontantrieb (VTF), der 1984 erprobt wurde. Beim VTF wurde der Motor in der Wannenfront untergebracht, die Zwei-Mann-Besatzung saß parallel dahinter. Um trotz des Motors einen adäquaten Frontschutz zu gewährleisten, verwendete das NGP-Konzept von MaK eine stark geneigte Wannenfront. Das Design der Wannenfront war dem späteren GTK Boxer ähnlich; das Fahrzeug besaß sechs Laufrollen pro Seite. Die Wahl eines Frontmotors erlaubte den wahlweisen Einbau des Missionsmodules „Kampfpanzer“ beziehungsweise „Schützenpanzer“ in das Fahrzeugheck.

Für die Variante NGP-KPz war ein unbemannter Höckerturm mit einem nach vorn abgeschrägten Turmdach vorgesehen. Der Grund dafür sowie der Aufbau des Ladeautomaten sind unklar. Allerdings wurde 1996 von Rheinmetall das Patent DE19644524 „Geschützturm für Panzerfahrzeuge“ eingereicht, was die Turmform gut erklären kann. Dabei sind zwei vertikale Bandlader links- und rechts der Hauptwaffe im Turmkorb untergebracht, die fast bis auf Höhe der Waffenanlage in den Turm ragen. Die Bandlader sind dabei verzogen, so dass das hintere obere Ende über den Turmkranz ragt, während der vordere obere Teil nur bis an den Turmkranz reicht, was das Turmdesign erklären kann. Im Turmheck befinden sich zwei Laderohre, die über Hebel mit dem Turm verbunden sind. Die Munition kann so rückwärts in das Laderohr gezogen werden, welches daraufhin hinter die Waffe schwenkt und die Munition ansetzt. Danach schwenkt der Lademechanismus wieder zur Seite, um die Rohrrücklaufzone freizugeben.
Für die Variante NGP-SPz war ein etwa gleich großer Turm vorgesehen, der im Gegensatz zum Entwurf von Wegmann keine Extrawaffe besaß. Durch die Wahl eines Frontmotors wäre die Unterbringung der Panzergrenadiere problemlos möglich gewesen. Sind in der Patentschrift von Wegmann nur 6 Panzergrenadiere vernünftig unterbringbar, dürften beim MaK-Entwurf die erwünschten 8 Panzergrenadiere Platz gefunden haben.

## Bewertung
Das NGP-Projekt wurde wie das zuvor laufende ASM-Programm der US-Armee aus politischen Gründen abgebrochen. Beide Programme zielten darauf ab, eine Familie von modernen Panzerfahrzeugen zu schaffen, um die Logistik zu vereinfachen und die Unterhaltskosten zu reduzieren. Beide Programme hatten das Ziel, dem Schützenpanzer dasselbe Schutzniveau wie dem Kampfpanzer zukommen zu lassen, da beide Fahrzeuge inzwischen derselben Bedrohungslage ausgesetzt sind. Um das Schutzniveau zu verbessern, setzten beide Programme auf unbemannte Türme bzw. Scheitellafetten und einen vergleichbaren passiven Panzerschutz an der Wannenfront. Der grundlegende Unterschied lag darin, dass die US-Armee mit dem Vehicle Integrated Defense System (VIDS) stärker auf aktiven Schutz setzte, während die Bundeswehr an raumoptimierten Konzepten mit Zwei-Mann-Besatzung arbeitete.
Für das Nachfolgeprojekt SPz Puma wurden das MUSS und die Idee eines unbemannten Turmes übernommen. Durch den damaligen Bedarf an leichteren, luftverladbaren Fahrzeugen (z. B. FCS) entwickelte MTU die 890-Motorenserie, die sich durch exzessives Downsizing auszeichnet und vom Hersteller als High-Power-Density-Motoren bezeichnet werden. Wenig überraschend stellte sich bei den Puma-Mobilitätsversuchfahrzeugen heraus, dass eine Hubraumvergrößerung notwendig war.
Die Gewichtsbeschränkungen beim Puma führten nicht nur zu einem wesentlich geringeren frontalen Schutzniveau, sondern auch zur Wahl einer MK 30 als Hauptbewaffnung. Problematisch ist hier, dass gemäß einer Untersuchung der TNO die 30-mm-APFSDS-Munition nicht in Lage ist, die Front eines BMP-3 mit Zusatzpanzerung zu durchschlagen. Ferner wird zur Neutralisierung der Optiken eines T-80 mit 35-mm-KETF nur die halbe Munitionsmenge benötigt, als wenn 30-mm-KETF verschossen wird. Da die 35-mm-Munition auch gegen Mi-24 und Infanterie besser wirkt, entschied sich das niederländische Heer für eine 35-mm-Bewaffnung beim CV9035NL. Das zweite Problem bei der Wahl der MK 30 ist die Tatsache, dass es sich im Gegensatz zur Rh 503 um einen Gasdrucklader handelt. Fehlzünder müssen so durch automatisches, externes Durchladen entfernt werden, da der Turm unbemannt ist. Durch den Fremdantrieb der Rh 503 wären Fehlzünder beim Schießen einfach ausgeworfen worden.
Ein weiterer Unterschied beim SPz Puma zu den NGP-Fahrzeugen ist das entkoppelte hydropneumatische Stützrollenlaufwerk, das von der Experimentalwanne Gesamtschutz (EGS) abgeleitet wurde. Das gesamte Fahrwerk wird hier nur über Gummielemente mit der Fahrzeugwanne verbunden, was den Körperschallpegel im Fahrzeug verringert. Nachteilig ist allerdings der große Raumbedarf, der durch die Laufwerksträger entsteht. Da das Fahrzeug nicht beliebig breit gemacht werden kann (Bahnverlademaß), muss die Wanne schmaler gestaltet werden. Obwohl der CV9035NL schmaler (3,1 zu 3,4 m) und kürzer ist (6,5 zu 7,6 m) und einen vollwertigen Turmkorb in der Wanne hat, können 8 Panzergrenadiere im Fahrzeug sitzen, während der Puma nur 6 aufnehmen kann. Andere Hersteller verbauten entkoppelte Laufwerke deshalb nur bei Prototypen (z. B. SEP), in der Serie wird und wurde darauf verzichtet (z. B. CV90, FCS, GCV, FRES).